# 朽木稙綱 (土浦藩主)
朽木 稙綱（くつき たねつな）は、江戸時代前期の大名。近江国朽木藩主、下野国鹿沼藩主、常陸国土浦藩の初代藩主。福知山藩朽木氏初代。
朽木元綱の三男。元和4年（1618年）9月11日、第3代将軍・徳川家光に仕え始める。元和9年（1623年）に民部少輔に叙任された。寛永8年（1631年）5月21日には小姓組番頭に任命され、同10年（1633年）7月24日には書院番頭となった。寛永12年（1635年）11月20日、再び小姓組番頭となり、若年寄を兼任した。
元綱の死後、領地の一部を分知されていたが、寛永13年（1636年）に加増を受けて1万石の大名となり、近江朽木藩（兄の宗家とは別）を創設した。
その後、寛永16年（1639年）9月4日に1万石の加増を受け、正保4年12月14日（1648年1月8日）に更に5千石の加増を受けて下野鹿沼藩主となる。慶安2年（1649年）2月19日に若年寄を免ぜられ、3万石をもって常陸土浦藩に転封した。承応元年（1652年）11月1日、奏者番に任ぜられた。
万治3年12月13日（新暦1661年1月13日）、死去。長男の稙昌が跡を継いだ。